# Jan van Os
Pour les articles homonymes, voir van Os.
Jan van Os, né le 23 février 1744, et mort le 7 février 1808, est un peintre hollandais. Il fait partie de la célèbre famille d'artistes Van Os.

## Biographie
Van Os est né à Middelharnis. Il est élève de Aert Schouman à La Haye, où il passe le reste de sa vie. En 1773, il est enregistré dans la confrérie des peintres. En 1775, il épouse Susanna de La Croix, pastelliste et fille du portraitiste sourd-muet Pierre Frédéric de la Croix (en).
Van Os est surtout connu pour ses peintures de natures mortes de fruits et de fleurs, bien qu'il ait commencé sa carrière en peignant des paysages marins. Ses natures mortes florales ont été peintes dans le style de Jan van Huysum, les fleurs étant généralement présentées sur un rebord de marbre sur fond vert.
Il est le père des artistes Pieter van Os, Maria Margaretha van Os, et Georgius Jacobus Johannes van Os (en) et le grand-père du peintre Pieter Frederik van Os (en).
Jan van Os est l'enseignant de ses enfants ainsi que de Petronella van Woensel, une amie de sa fille Maria.

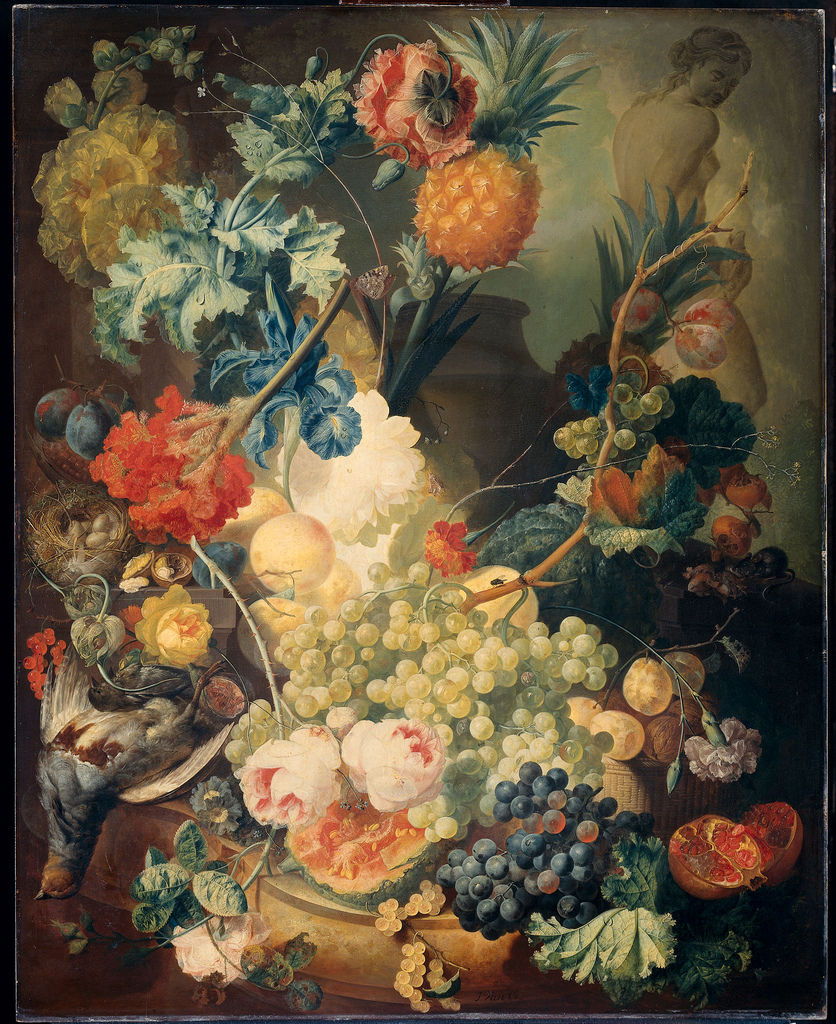
Nature morte avec des Fleurs, des Fruits, et de la Volaille, 1774
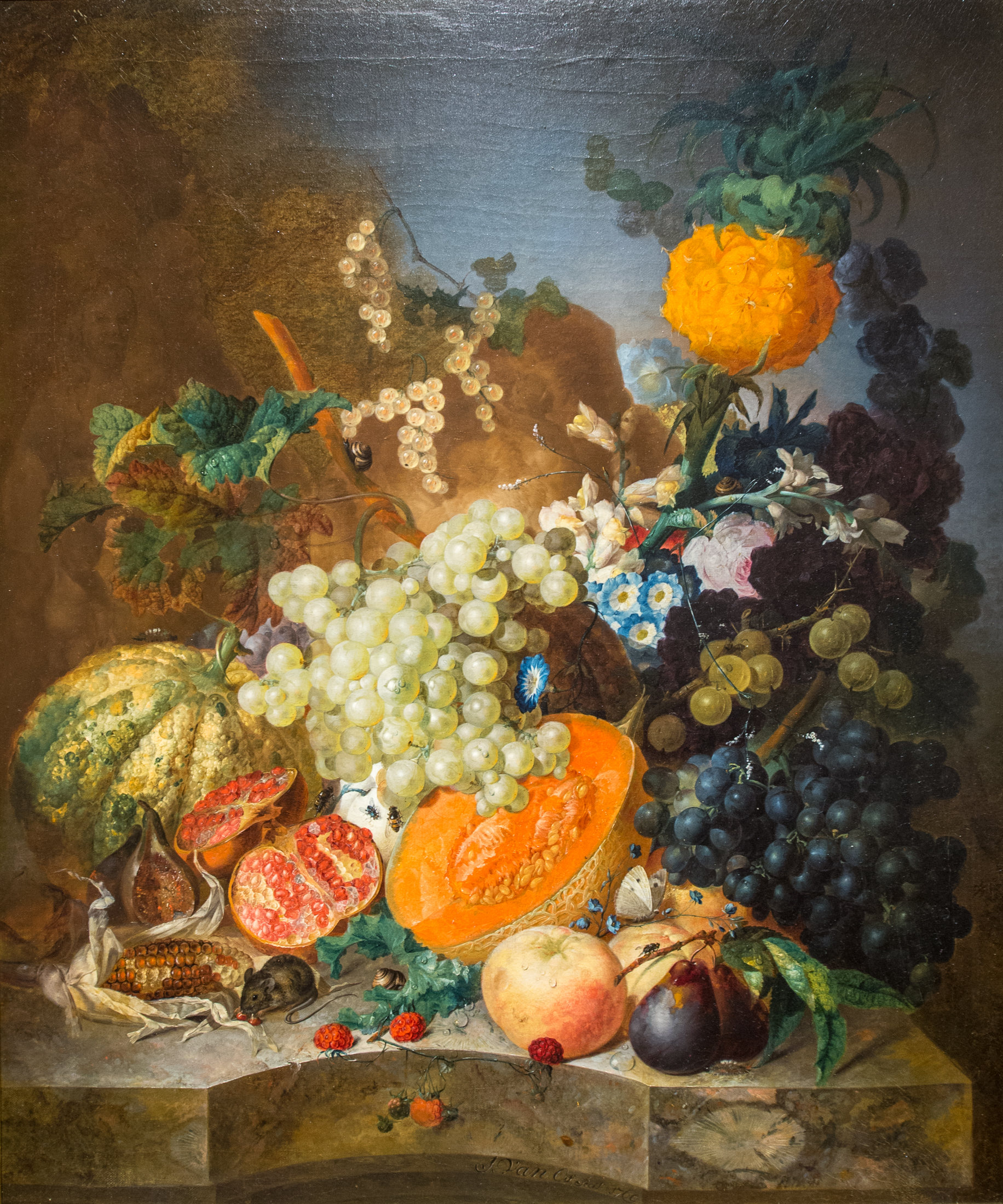
Nature morte avec Fruits, 1769, sur l'affichage à la Frick Art & Historical Center

## Liens Externes
- Ressources relatives aux beaux-arts :   - Art UK
  - Bénézit
  - Bridgeman Art Library
  - British Museum
  - Collection de peintures de l'État de Bavière
  - Nationalmuseum
  - RKDartists
  - Union List of Artist Names
- Notices dans des dictionnaires ou encyclopédies généralistes :   - Biografisch Portaal van Nederland
  - Deutsche Biographie
  - Treccani
- Notices d'autorité :   - VIAF
  - ISNI
  - BnF (données)
  - IdRef
  - GND
  - Pays-Bas